# Judith Brouste
Judith Brouste, née le 25 juillet 1948 à Bordeaux, est une romancière et poétesse française.

## Biographie
Arrivée à Paris en 1966, elle vend ses poèmes à la terrasse des cafés.
En 1975, elle entre en analyse avec Jacques Lacan. Publication de son premier livre en 1979. Rupture avec Lacan.
En 1982, elle participe au numéro spécial de Art Press sur l'obscénité : « I can't stop now ».
Elle a publié dans l'Infini et écrit pour Art Press.
À propos de son livre L’état d’alerte, Christian Bobin écrit : « L’histoire, ce n’est pas que l’histoire. C’est aussi, c’est surtout la manière de le dire – ce qu’on appelle le style. ».
Éditeur chez Exils, maison d’édition qu’elle a cofondée avec Philippe Thureau-Dangin en 1998, elle publie notamment Gilles Châtelet (Vivre et penser comme des porcs), Toni Negri, Nicolas Genka… Dans la même maison d'édition, elle crée la collection « le carnet noir ».
Avec Roberto Altmann, elle fonde en 2004 le groupe Magenta, auquel participent Pierre Weiss, Gaëlle Obiégly et Christophe Batsch. Le groupe organise des actions, tourne un film, prend part en 2005 à une soirée de poésie sonore à l’Olympic Café.
De 2004 à 2006, correspondance à trois entre Roberto Altmann, Judith Brouste et Christophe Batsch : plus de trois cents enveloppes peintes et écrites sont échangées entre eux.
Ses livres Jours de guerre (prix Alfred-Verdaguer 2004 de l'Académie française), Après Shanghai et Ruines de Vienne constituent une trilogie romanesque.

## Ouvrages
Romans
- Le rire fou des chimères, Les formes du secret, 1979
- La Clandestine, Quai Voltaire, 1992
- L’état d’alerte, Seuil, 1994
- Le vrai mobile de l’amour, Seuil, 1996
- Jours de guerre, L’infini, Gallimard, 2004
- Après Shanghai, Gallimard, 2006
- Ruines de Vienne, Flammarion, 2010
- Le cercle des tempêtes, L’infini, Gallimard, 2014[6]
- L'Enfance future, Gallimard, 2018[7]
- Un meurtre a été commis rue Malebranche, Exils, 2021
- Vérification, Gallimard, 2025

Essais
- L'Appel du Sahara (Ernest Psichari, Hubert Lyautey, Charles de Foucauld), avec Pierre Brullé, Place des Victoires, 2011
- Ricardo Cavallo, une scène mythologique, immémoriale, Éditions Galerie Pierre Brullé, 2011; repris dans Ricardo Cavallo, Les cahiers dessinés, 2013.
- Préface à La Révolte de l'Islam de Percy Bysshe Shelley, traduit par Jean Pavans, Poésie/Gallimard, 2016

Poèmes
- Odna, la nuit, 17 poèmes, avec une eau-forte gravée par Roberto Altmann, Otrante, 2011
- Odna, la nuit, 14 poèmes, livre d’artiste peint par Christiane Malval, 2011

Entretiens
- La merveille et l’obscur, entretien avec Christian Bobin, Paroles d’aube, 1991
- L’amour, la solitude, entretien avec André Comte-Sponville, Paroles d’aube, 1992